# Quartu Sant'Elena
Quartu Sant'Elena (sardinski: Cuàrtu Sant'Alèni) je grad i općina (comune) u metropolitanskom gradu Cagliariju u regiji Sardiniji, Italija. Nalazi se na nadmorskoj visini od 6 metara i ima 70 962 stanovnika.
 Prostire se na 96,41 km². Gustoća naseljenosti je 736 st/km².
Susjedne općine su: Cagliari, Maracalagonis, Monserrato, Quartucciu, Selargius i Settimo San Pietro.